# 内記良一
内記良一（ないき りょういち、1933年-1994年7月7日）は、日本のアラビア語学者。

## 人物・来歴
京都市出身。大阪外国語大学アラビア語学科卒業。京都大学大学院文学研究科言語学専攻修士課程修了。東京外国語大学アラビア語学科助教授、教授を務めた。在職中に死去。

## 編著書
- 『アラビヤ語会話練習帳』編. 大学書林, 1979.10
- 『アラビヤ語小辞典』編. 大学書林, 1980.11
- 『基礎アラビヤ語』大学書林, 1983.1
- 『アラビヤ語常用6000語』編. 大学書林, 1984.12
- 『やさしいアラビヤ語読本』大学書林, 1986.9
- 『くわしいアラビヤ語 語形と構文』大学書林, 1989.6
- 『日本語-アラブ語辞典』編. 石波社, 1990.4
- 『日本語アラビヤ語辞典』大学書林, 1999.1
- 『日本語アラビヤ語辞典 ポケット版』大学書林, 2004.10

共編
- 『イスラム世界 その歴史と文化』勝藤猛,岡崎正孝共編. 世界思想社, 1981.5